# Бурка

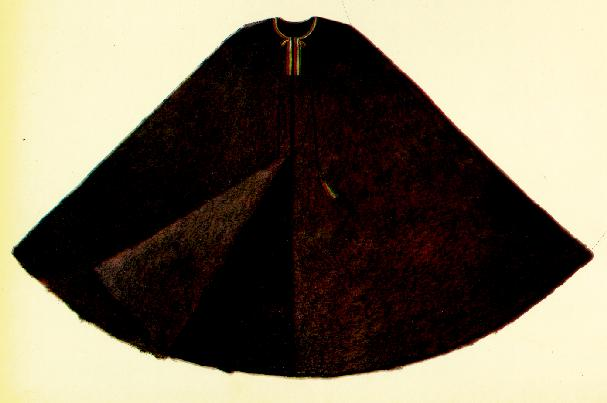

Бу́рка (імовірно з лат. burra «стрижена вовна; грубий мохнатий одяг») — недовга повстяна, валяна з грубої овечої вовни дзвоникоподібна опанча з довгим ворсом на лицьовому боці. Здавна побутувала в іранців, населення Кавказу і татар. Має довжину до колін, круглий комір і застібається біля шиї по центру або на правому плечі зав'язками чи ґудзиком із накидною петлею. В українському війську бурка поширюється наприкінці XVII ст.